# وداد (فیلم)
وداد (انگلیسی: Weddad) یک فیلم است که در سال ۱۹۳۶ منتشر شد. از بازیگران آن می‌توان به ام کلثوم اشاره کرد.